# 皇大神宮
皇大神宮是位在日本三重縣伊勢市的神社，為伊勢神宮的兩座正宮之一。一般稱作內宮，為式內社。門前町是宇治。

## 概要

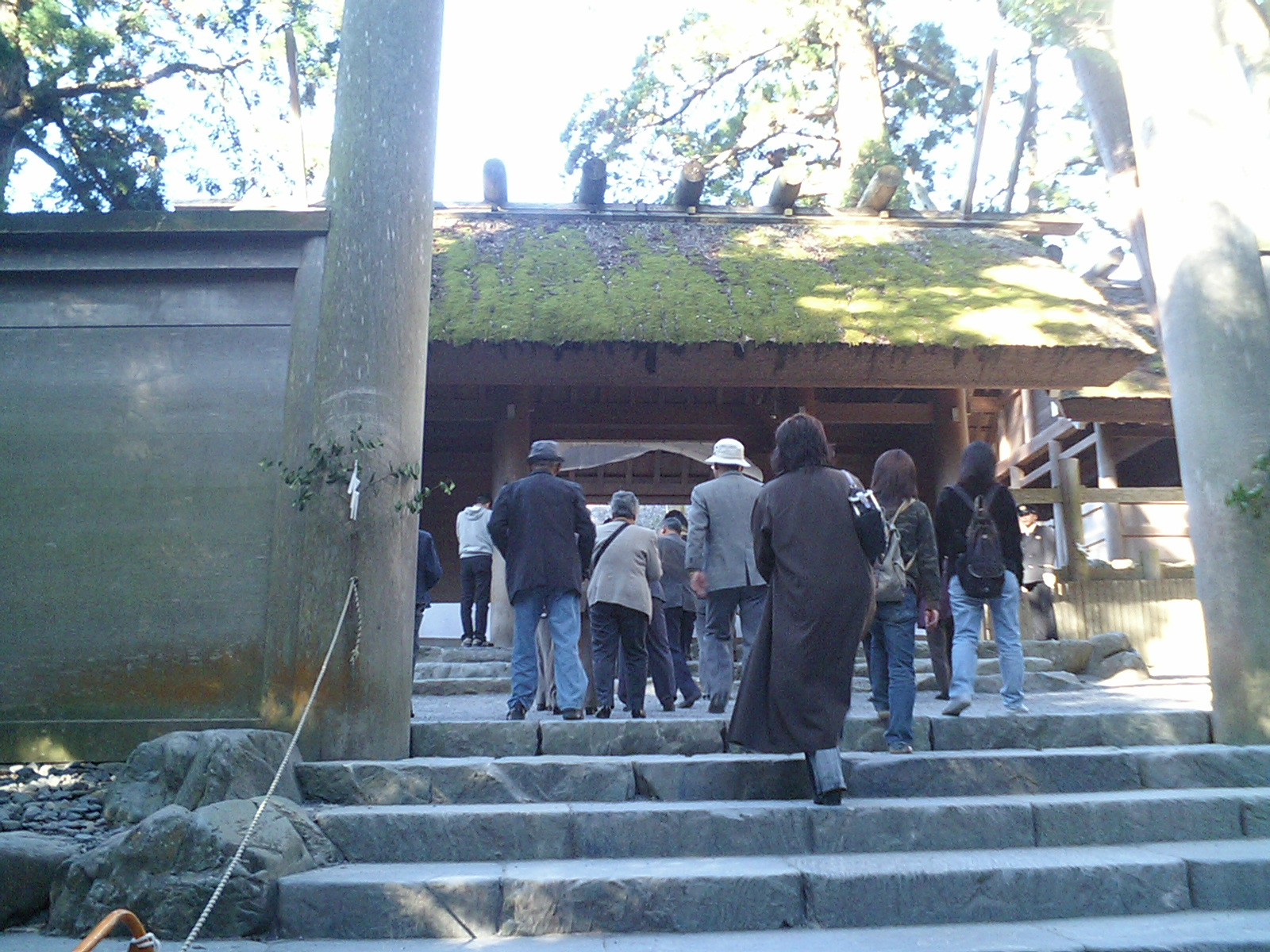
內宮正殿地點祈禱

主祭神是天照坐皇大御神（あまてらします すめ おおみかみ、天照大御神），相殿祭祀天手力男神、萬幡豐秋津姬命。神體是三神器之一的八咫鏡。
伊勢信仰之中心，日本全國神社授與的神宮大麻是皇大神宮的神札。
作為別宮，境內有荒祭宮和風日祈宮等、境外有月讀宮、瀧原宮和伊雜宮等，境內・境外共27社・33座之攝社、16社・16座之末社、30社・30座之所管社。

## 神雞

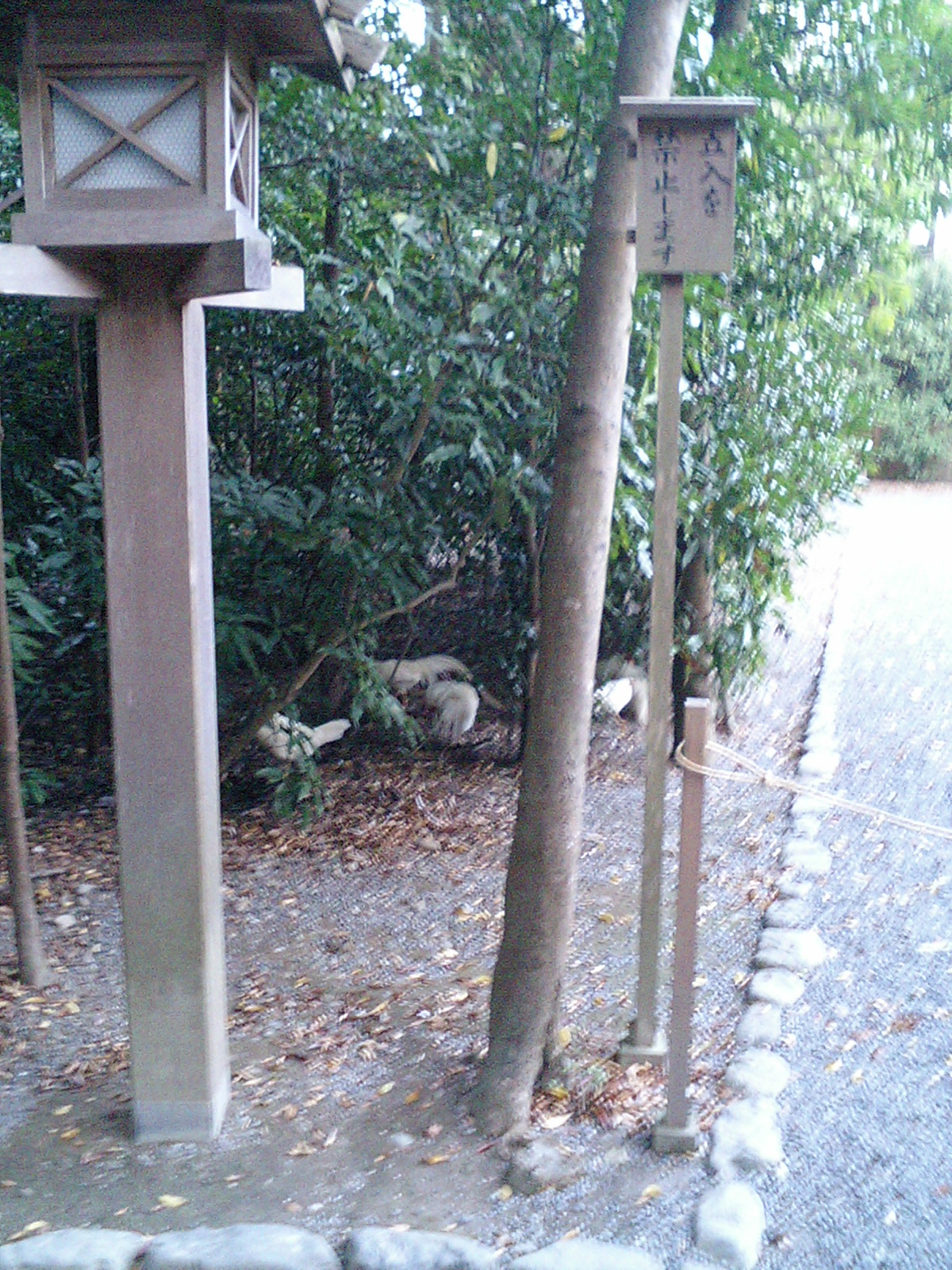
神雞

雞是神信使，在聖地。自由放養，奉獻雞，保存社會奉獻聖地。

## 關連項目
- 伊勢神宮
- 豐受大神宮（外宮）

## 外部連結
- 伊勢神宮 （页面存档备份，存于）